# Mystus seengtee
Mystus seengtee is een straalvinnige vissensoort uit de familie van de stekelmeervallen (Bagridae). De wetenschappelijke naam van de soort is voor het eerst geldig gepubliceerd in 1839 door Sykes.